# Eugnathia purpureogrisea
Eugnathia purpureogrisea là một loài bướm đêm trong họ Erebidae.